# Ленжиці (Свентокшиське воєводство)
Ленжиці (пол. Łężyce) — село в Польщі, у гміні Садове Опатовського повіту Свентокшиського воєводства.
Населення — 145 осіб (2011).
У 1975-1998 роках село належало до Тарнобжезького воєводства.

## Демографія
Демографічна структура на день 31 березня 2011 року:
|          | Загалом | Допрацездатний вік | Працездатний вік | Постпрацездатний вік |
| -------- | ------- | ------------------ | ---------------- | -------------------- |
| Чоловіки | 57      | 12                 | 36               | 9                    |
| Жінки    | 88      | 18                 | 40               | 30                   |
| Разом    | 145     | 30                 | 76               | 39                   |